# 普里沃季诺
普里沃季诺（羅馬化：Privodino）是俄罗斯阿尔汉格尔斯克州的市级镇，属科特拉斯区，位于亚拉河与北德维纳河交汇处附近。
该地2021年有人口2,967人；2010年人口3,161；2002年人口3,264；1989年人口3,154。